# Miķelis Krogzemis
Miķelis Krogzemis, pseud. Auseklis, pisownia imienia i nazwiska według starej ortografii: Krogsemju Mikus (ur. 18 września 1850, zm. 6 lutego 1879) – łotewski poeta, pedagog, publicysta i tłumacz. Jako pierwszy wyartykułował ideę łotewskiego odrodzenia narodowego. W latach 1875–1878 był współwydawcą czasopisma literackiego Dunduri. Tworzył utwory poetyckie (m.in. ballady), inspirowano twórczością ludową.

## Dzieła
- 1873 - Dzeijas no Ausekļa
- 1875 - Ozolu vaiņagi
- 1888 - Dzeiju otrā grāmata